# Jacques Ladreit de Lacharrière
Pour les autres membres de la famille, voir Famille Ladreit de Lacharrière.
Jacques Ladreit de Lacharrière, né à Bailly le 14 juin 1881 et mort à Paris le 26 février 1958, est un écrivain, enseignant et haut fonctionnaire français.

## Biographie

### Jeunesse et études
Jacques Ladreit de Lacharrière est titulaire d'une licence ès lettres. Il étudie à l'École libre des sciences politiques au sein de la section Économie et finance (1903-1904).

### Parcours professionnel
Jacques Ladreit de Lacharrière est conseiller d'État. 
Il enseigne à l'École nationale de la France d'outre-mer, et est maître de conférence à l'École libre des sciences politiques. Il donne un cours sur l'organisation administrative de la Tunisie et du Maroc. Il est membre de l'Académie des sciences d'outre-mer.

## Distinctions
- Officier de la Légion d'honneur (21 octobre 1932)[4]

## Œuvres

### Auteur
- L'Œuvre française en Chaouia, 1911
- Voyage au Maroc, 1910-1911, le long des pistes maghrébines, 1913
- Le Rêve d'Abd el Krim, 1925
- Le communisme et l'Afrique du Nord, 1929
- La Création marocaine, 1930
- Au Maroc en suivant Foucauld, 1932.

- Prix Montyon de l'Académie française

### Co-auteur
- Pour réussir au Maroc, 1912
- La production des colonies, 1927
- La pacification du Maroc, 1907-1934, 1936

### Articles[5]
- La Correspondance de Chateaubriand avec sa femme, documents inédits, le Correspondant, 10 février 1908
- L'Œuvre du général Lyautey sur les confins algéro-Marocains, l'Afrique française, janvier 1911
- Contribution à une bibliographie du maréchal Lyautey, l'Afrique française, août 1934
- Le Souvenir du maréchal Lyautey, l'Afrique française, juin 1935
- Foucauld-Lyautey, cahiers Charles de Foucauld, 1947